# Museo de Teyler

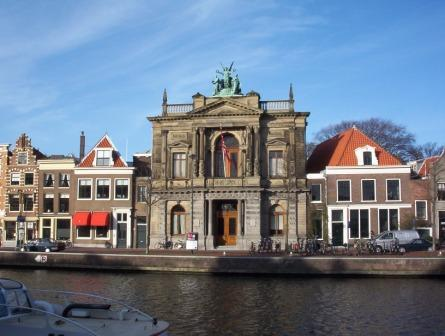
La entrada del Museo de Teyler visto de otro lado del Río Spaarne.

El Museo de Teyler (en neerlandés: Teylers Museum), en Haarlem, es el museo más antiguo en los Países Bajos. Se encuentra en la antigua casa de Pieter Teyler van der Hulst (1702–1778), que fue un importante comerciante de telas y banquero en  Ámsterdam de ascendencia escocesa, y que donó su fortuna para colaborar con el avance de la religión, el arte y la ciencia. Era un menonita y fiel seguidor de la Ilustración escocesa.  Cerca del museo se encuentra el Teylers Hofje, un hofje (alojamiento de beneficencia) que también fue fundado en honor a Teyler.

## Historia
El legado de Teyler a la ciudad de Haarlem fue dividido en tres sociedades, una para la religión, una para la ciencia, y otra para las artes, conocidas como la primera, segunda y tercera sociedad respectivamente. Los guardianes tenían que reunirse en la casa de Teyler semanalmente y cada sociedad tenía cinco guardianes, por lo que todos los caballeros involucrados vivían en Haarlem. Hasta su muerte, Teyler llevaba a cabo juntas semanales en su casa para la comunidad Menonita y para la escuela de dibujo de los hombres  Haarlemse Teekenacademie. Después de su muerte, la escuela de dibujo se trasladó a una nueva sede para hacer espacio a la segunda sociedad, llamada Teylers Physische en Naturalien Kabinetten en Bibliotheek (Biblioteca de Ciencias Naturales), bajo la dirección de Martin van Marum.   
El museo de Teyler cuenta con una variada colección de fósiles (entre los cuales está el primer fósil descubierto de Archaeopteryx) ahora siendo Ostromia, minerales, instrumentos científicos, medallas, monedas y pinturas. Es muy famoso por su extensa colección de antiguas obras maestras de pinturas y dibujos, que incluyen algunos trabajos de Michelangelo y Rembrandt. Los distintos objetos reflejan los intereses de los hombres ricos del siglo XVIII, así como el de Pieter Teyler, quien conservó 'rariteiten kabinetten' o también llamado gabinetes de curiosidad. El edificio principal esta parcialmente construido dentro y detrás de la antigua residencia de Teyler, en su jardín o 'hortus'. La sala oval fue construida detrás de la casa en 1784 por el arquitecto Leendert Viervant (1752–1801), quien también dibujó los planos del hofje. La entrada principal actual, ubicada en el Spaarne, fue añadida hasta 1878 y fue diseñada por el arquitecto austriaco Christian Ulrich, quien ganó el concurso de diseño por añadir una sala de entrada y auditorio.

## Sala Oval

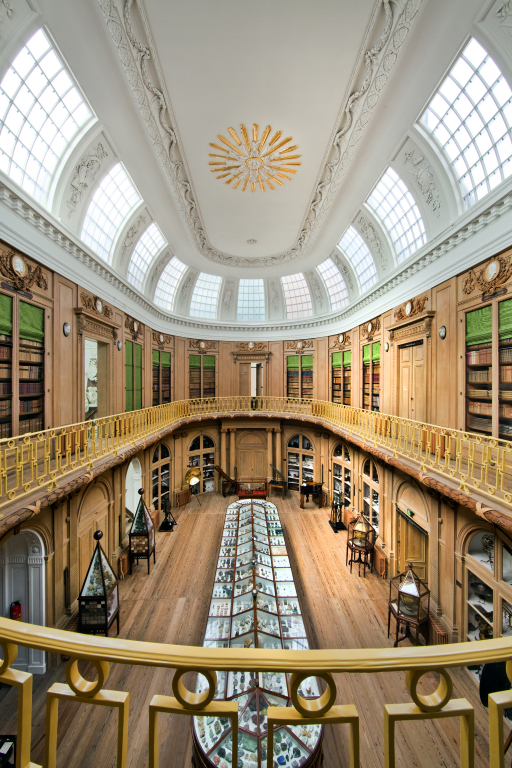
Sala Oval (1784) en el Museo Teylers

La Sala Oval (1784) fue diseñada específicamente como una galería de arte para el acceso público y es un buen ejemplo de la arquitectura neoclásica en los Países Bajos. El retrato del mismo Teyler aún sigue en este cuarto. Una vitrina en el centro muestra una colección mineralógica del siglo XVIII y las vitrinas de alrededor contienen instrumentos científicos del siglo XVIII. La galería superior, la cual fue diseñada para permitir el acceso de la máxima cantidad de luz con el fin de permitir una mejor vista, tiene doce libreros incorporados conteniendo una gran cantidad de enciclopedias. Actualmente está cerrada al público. Varias partes de la biblioteca y de la colección impresa son mostradas en rotación en un cuarto especialmente preparado para impresiones construidas detrás de la Sala Oval. La historia de la colección de Teyler es casi tan interesante como la colección misma. Mientras los gabinetes de curiosidades pasaban de moda, al museo se le fueron otorgando objetos de las antiguas casas de verano en el área de Haarlem. Por ejemplo, muchos de los fósiles vienen de una colección de uno de los antiguos dueños de Groenendaal. Muchas de las medallas y monedas vienen de la Casa de Moneda Joh. Enschedé , la cual estaba situada originalmente junto al museo.
En el siglo XIX, el museo fue ampliado con dos galerías de pintura. Las galerías de pintura muestran una colección de obras de la escuela romántica neerlandesa y las escuelas tardías de La Haya y Ámsterdam, incluyendo las principales obras de Barend Cornelis Koekkoek, Andreas Schelfhout, Cornelis Springer, Hendrik Willem Mesdag, Jan Willem Pieneman, Anton Mauve, Jacob Maris, Johan Hendrik Weissenbruch, George Hendrik Breitner, Jozef Israels y Isaac Israëls. Una extensión a gran escala, diseñada por Hubert Jan Henket e inaugurada en 1996, alberga exposiciones temporales. El Museo de Teyler contiene una colección de más de 10.000 dibujos maestros y alrededor de 25.000 copias.
La misión original de la segunda sociedad incluía investigación igual que educación. Después de la muerte de Van Marum, Teyler siguió atrayendo a científicos de gran prestigio como cuidadores. El físico teórico Hendrik Lorentz fue nombrado director de investigación en Teyler en 1910, cargo que ocupó hasta su muerte en 1928. En el momento de su nombramiento Lorentz estaba en la cúspide de su carrera científica y fue una figura central en la comunidad internacional de físicos. Bajo su liderazgo, el Museo de Teyler condujo investigación científica en campos tan diversos como la óptica, el electromagnetismo, ondas de radio y física atómica. Lorentz sucedió por el físico y músico Adriaan Fokker.

## Adiciones Modernas

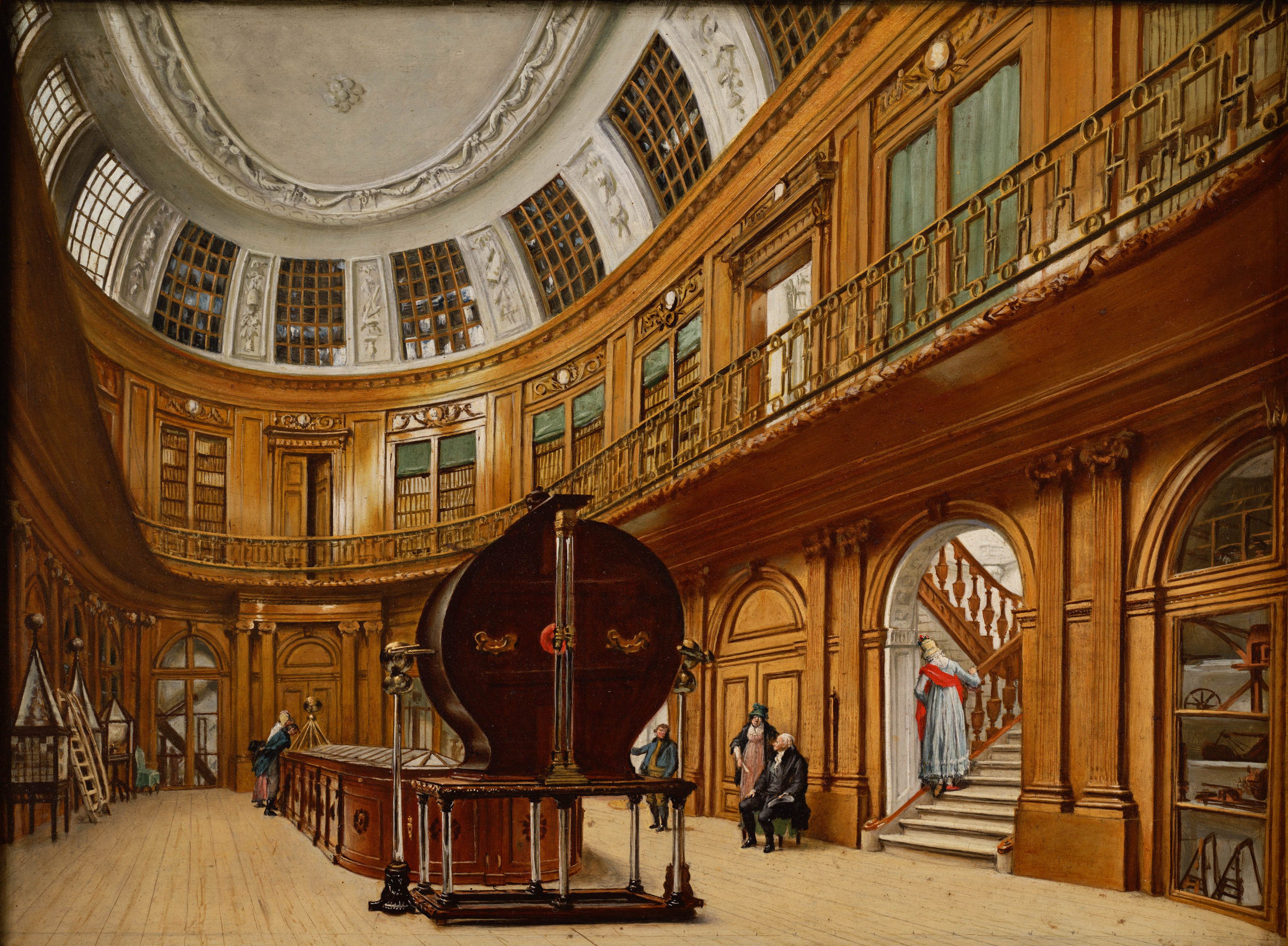
Pintura del curador de arte del museo Wybrand Hendriks en 1800 de la famosa Sala Oval en el Museo Teylers, que muestra el generador electrostático de Martin van Marum

El museo creó una nueva sala en 1996 para albergar un café y una pantalla rotacional con la colección de la librería de Van Marum, tal como en el 2007, cuando los trabajos de John James Audubon y una colección contemporánea de aves disecadas de Naturalis fueron exhibidas. La combinación de aves disecadas y pinturas hechas con acuerelas de aves fue, históricamente, una recreación de galería mucho más antigua presentada al de Haarlem del trabajo de Audobon. Durante los años 1827-1838, cuando el museo de Teyler (a través de van Marum) se subscribio a Audubon Birds of America, muchas de las aves disecadas en posiciones similares han sido exhibidas permanentemente al público en Haarlem, en el predecesor de Naturalis, el ya desaparecido "Museo de Ciencia de Harlem", un gabinete de curiosidad propiedad de la Dutch Society of Science, del cual van Marum también ha sido director y el cual ha sido situado en su propia casa en la Grote Houtstraat.
En 2007 el libro fue exhibido por el Museo, el cual es propietario de una copia que se ordenó de la subscripción original, así como la mesa vendida para guardar y exhibir. Las subsecciones del libro caen en cajones especiales alrededor de una mesa con secciones laterales plegables; la mesa es utilizada para reuniones de los caballeros de la sociedad de ciencia de Teyler. El museo ha decidido que, para conmemorar la venta récord de libros, exhibirá la copia que poseen (por la cual el museo pago 2200 guilders durante los años 1827-1838) de ahora en adelante hasta enero de 2011.
El museo está abierto seis días a la semana; martes a jueves de 10:00-17:00.

## Colección

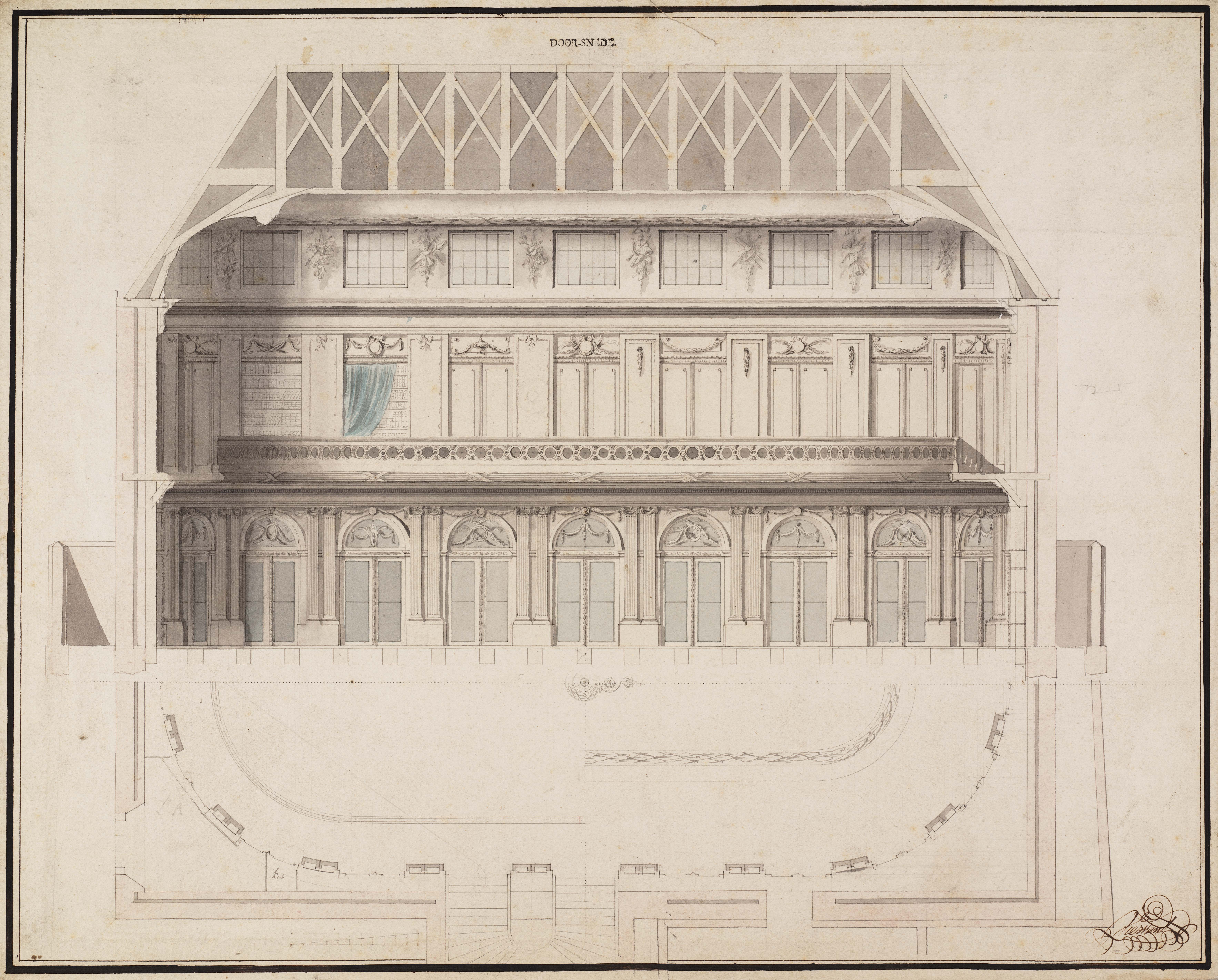
Leendert Viervant, diseño para la Sala Oval del Museo Teylers

Las posesiones del Museo Teylers incluyen fósiles (algunos son los primeros descubiertos de Archaeopteryx), minerales, instrumentos científicos, medallas, monedas y pinturas.
El primer director del museo, Martinus van Marum, contribuyó y usó las instalaciones del Museo Teylers para investigar la electricidad estática. Para estudiar fósiles, compró material fósil como el Mosasaurus. Para demostrar los principios de la hidráulica, encargó modelos de molinos y grúas. Para difundir el conocimiento natural y cultural, se realizaron experimentos públicos, como los del gran generador electrostático de van Marum construido en 1784 por John Cuthbertson en Ámsterdam (el más grande del mundo). Se dieron conferencias y se publicó literatura científica.

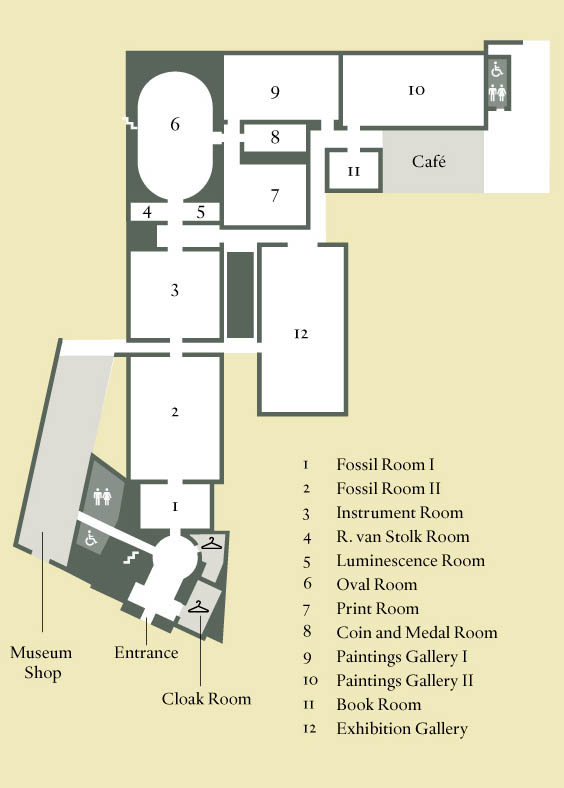
Mapa del Museo Teylers

La colección de fondos del Museo Teylers incluye obras de Miguel Ángel, Rafael, Guercino y Claude Lorrain. El museo contiene obras gráficas de Rembrandt y Adriaen van Ostade. Una de las joyas del museo es el dibujo de José de Ribera Aquiles entre las hijas de Licomedes, considerado por algunos expertos el más elaborado y complejo de su producción.  
Las Galerías de Pintura muestran una colección de obras de la Escuela Romántica Holandesa y las posteriores Escuelas de La Haya y Ámsterdam, incluidas las principales obras de Barend Cornelis Koekkoek, Andreas Schelfhout, Cornelis Springer, Hendrik Willem Mesdag, Jan Willem Pieneman, Anton Mauve, Jacob Maris, Jan Hendrik Weissenbruch, George Hendrik Breitner, Jozef Israëls e Isaac Israëls.
En 2007, se exhibieron las obras de John James Audubon.
La misión original de la segunda sociedad incluía la investigación, así como la educación. Después de la muerte de van Marum, Teylers continuó atrayendo a científicos de alto nivel como cuidadores. El físico teórico y ganador del Premio Nobel, Hendrik Lorentz, fue nombrado Curador del Gabinete de Física de Teylers en 1910, cargo que ocupó hasta su muerte en 1928. En el momento de su nombramiento, Lorentz estaba en el apogeo de su carrera científica y era una figura central. en la comunidad internacional de físicos.
Bajo su liderazgo, el Museo Teylers realizó investigaciones científicas en campos tan diversos como la óptica, el electromagnetismo, las ondas de radio y la física de los átomos. Lorentz fue sucedido por el físico y músico Adriaan Fokker. El físico Wander Johannes de Haas fue conservador en la década de 1920.
Los archivos completos del museo también han sobrevivido intactos. Incluyen la serie completa de cuentas para todas las adquisiciones, extensiones, salarios y compras diarias desde 1778, la serie completa de libros de visitas desde 1789 y las actas de todas las reuniones de la junta del museo desde 1778.
El museo está abierto seis días a la semana; martes a sábado 10: 00-17: 00 y domingos 12: 00-17: 00.

## Lugar de Patrimonio
El museo está en la lista de los 100 mejores sitios del patrimonio holandés compilado por el Departamento de Conservación en 1990. Fue nominado el 12 de diciembre de 2011 por el Gabinete holandés para el estado del patrimonio mundial de la UNESCO, con base en su larga historia como instituto de conocimiento público y su continuación esfuerzos para preservar el acceso público a sus colecciones. Sin embargo, la nominación fue retirada en 2013.

## Administración
Marjan Scharloo es el director del museo y Michiel Plomp es el conservador del museo.
El museo tuvo un número récord de 157,843 visitantes en 2016, que fue alrededor de 20,000 más que el año anterior y 10,000 más que el récord anterior en 2012.
El Museo Teylers es miembro de Museumvereniging (Asociación de Museos).